# 日本漢字歷史
日本漢字历史的起源是汉字到日本的传入。最早的汉字一般认为是从佛經帶到日本而傳入的。這些經書的漢字當初是模仿中國的發音來讀的，不過一套稱為「漢文」的書寫系統開始得以發展。漢文主要是中文文章插入日語獨有的助詞，讓日語使用者可以依從日語的語法去閱讀漢字寫成的文章。
在假名出现之后，出现了假名和汉字混用的日文，如今漢字用於大部分名詞、形容詞和動詞。雖然日本沒有像越南或朝鲜民主主义人民共和国一樣廢除漢字，也沒有像大韩民国那般減少漢字的使用頻率。
漢字自唐朝傳入日本後，被曾奉為「正政之始」、「經藝之本」，但隨幕府至明治起，中國由盛轉衰、日本民族意識抬頭、和學興起、西學傳入，日本人開始思考漢字的優劣。
漢字衰落之時，日本社會縱然普遍認同文字改革的路向，但改革路向意見紛陳，有主張轉用平假名、羅馬字，甚至轉說英語、法語，最後，減少漢字論和文言合一的方式得到實施，日本政府於1946年頒布《當用漢字表》和《現代假名用法》，限制漢字的運用，1960年代一度出現反思潮，再次放寬漢字運用，汉字使用量增加，近年来日本政府也在强化汉字的教育。自17世紀的新井白石算起，日本漢字改革史已長達300餘年。

## 漢字傳入
漢字從中國傳到日本的確切時間點目前尚無定論，一個說法是漢字從公元5世紀隨着一些百济佛教僧侶將中國的經書帶到日本而傳入的，另一個是7至9世紀的遣唐使為唐文化及佛教文化在日本的廣泛傳播作出重大貢獻，也把漢字帶進日本。這些經書的漢字當初是模仿中國的發音來讀的，不過一套稱為「漢文」的書寫系統開始得以發展。漢文主要是中文文章插入日語獨有的助詞，讓日語使用者可以依從日語的語法去閱讀漢字寫成的文章。
當時日文並沒有書寫系統。後來發展出一套源自《萬葉集》、稱為萬葉假名的表音系統，萬葉假名使用的是一套指定的漢字，純粹假借它們的發音來表記日文詩歌。
以草書書寫的萬葉假名後來演變成今日的平假名。當時不被允許接受高等教育的女性也能使用這套平假名來書寫日文。平安時代大部分的女性文學都是以平假名來書寫的。片假名也是從差不多的方式發展的：寺廟裏面的學生把漢字的其中一部分分拆出來成為片假名，用來標注漢字的發音，還有漢文裡的日語助詞。
隨著日文書寫系統得以成熟和發展，如今漢字用於大部分名詞、形容詞和動詞，而平假名則用來書寫動詞詞尾（送假名）、純日語詞彙、或者表記漢字難寫的辭彙。平假名也用於標記日本漢字的讀音（振假名）、和書寫給漢字水平不夠的人為對象的讀物，如小孩、日語學習者的書籍。
片假名則由於它的方形結構，用於象聲詞和外來語。片假名用來書寫外來語的習慣來的比較晚，外來語原先是用漢字書寫表意的，如代表（tobacco）。不過現在反過來有許多外來語詞彙正在代替一般詞彙。有語言學家估計現今常用日語有三分之一是外來語及漢字英語。

## 幕府時代
日本政府於1902年成立日語調查委員會，一般被視作日本漢字改革的開端，但自幕府年代，隨西方文化傳入，日本文字改革已在醞釀。
日人接觸西洋文化，可追溯至十六世紀中葉。1543年，葡萄牙人乘中國商船抵達日本，並先後到日本售賣軍火，成為日本與西方交流的先聲。1549年，耶穌會教士沙勿略開始在日本傳教，即使往後傳教士曾被豐臣秀吉驅逐，日本實施鎖國政策，17世紀荷蘭人亦再次獲准到日本設立商館買賣，往後江戶將軍德川吉宗放寬輸入漢譯洋書的限制，令一部分日本人得以修讀荷蘭語。
這股稱為蘭學的思潮下，當時有機會接觸西方文化的新井白石最先提出西方的表音文字，優於中國表意文字。1713年至1715年，他寫成《采覽異言》及《西洋紀聞》兩書，在《紀聞》中說：「字母僅廿餘字，貫一切音，文省義廣，其妙天下無遺音……漢之文字萬有餘，非強識之人，不能背誦；且猶有有聲無字者，雖云多，有不可盡所，徒費其心力云云。」往後他在《東雅》一書中，進一步批評日人過份使用漢字，令漢、和字主客顛倒。1719年，西川如見亦在《町人囊底拂》批評：「唐土之文字，其數多、甚難，為世界第一。外國之文字亦通達人用萬事，無不足。」
往後數十年，帶有日本民族主義色彩的反漢字聲音陸續浮現。從1785年起，本居宣長宣稱中國、印度話乃不正之音，有別於由五十音構成的「皇國正音」，這些言論又披上神秘色彩，提出日本本語得自神傳。這段期間，日本文化界正爭論遣唐使之前，日本上古是否已出現神代文字，以此力證日本文化並非在漢文中孕育，這些爭議持續近百年，最後雖然神代文字多視為虛構歷史，但反漢學的思潮已漫延。
1798年，裹本多在《西域物語》說：「支那之文字，僅行於東方之朝鮮、琉球、日本，北方之滿洲諸國，西方之東天竺之內。西域之文字二十五，歐羅巴（歐洲）諸國、亞墨利加（美洲）諸國、亞弗利加（非洲）、東天竺南洋之諸島、日本南洋之諸島、東蝦夷諸島（俄國千島列島）、堪察加、北亞墨利加大國，皆用此記事。雖各國各島言語各異，用二十五字無不可示之物。」
連串言論在當時並未引起迴響，直至明治時代，這些論說才被視為先知先覺。到了1855年，大庭雪齋翻譯《荷蘭文語》時，在序中更揚言，日文本是優秀語言，因摻入漢字而被攪亂。在明治初年，首倡用羅馬字取代漢字的南部義籌，據說就是看了此書後成為羅馬字論者。

## 明治時期
1842年，清朝在鴉片戰爭中被英國船隊擊敗，消息傳到日本後，不但令日本震動，文化界亦開始質疑漢字文明已不足持。廢漢字、立新字，成為當時日本文化界的熱門話題。然而，漢字深植日本文化，文化界和政府對廢漢條件和程序未有共識；漢字知識亦由貴族把持，廢漢字長期處於書生議論階段。
在改革日本語的思潮中，應以哪套文字取而代之，成為另一爭論焦點。此際日本實施大政奉還，天皇按古制重新接掌政權，日人亦要從上古大和文化中尋找民族主義的基礎，民間出現一片復古熱；但明治維新卻同時大舉引進西學，崇尚歐美文明。新舊文化交替，也令文字改革呈現多元路線：學者們或提倡假名，或羅馬字派，或新造文字、又或廢除日語，轉說英語；而羅馬字派、假名派、新文字派在各自的派系內，對於應採用哪種書寫方法又有分歧。

### 假名派

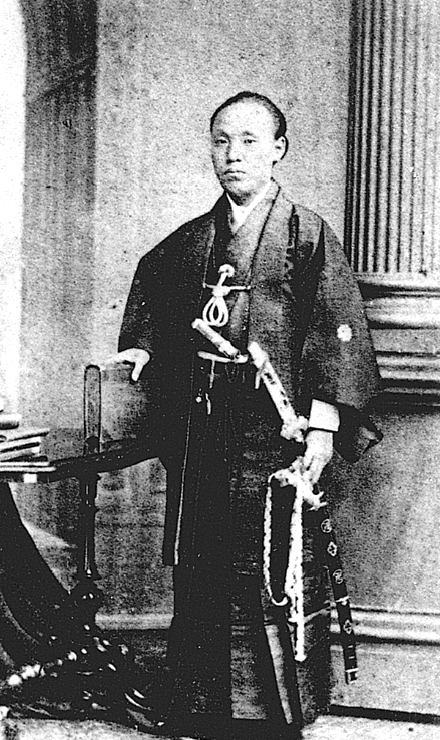
前島密

早在1868年明治天皇頒佈「王政復古大號令」的前兩年前，前島密向末代將軍德川慶喜上奏《漢字御廢止之議》，被日語學者視為首倡廢漢字的第一人。1866年，前島密透過開成所（今併入東京大學）的負責人松本壽太轉奏「漢字御廢止之議」，他說：「值此國事多端之秋，大家都在講求救國之策，我的議論好像有點迂遠，其實不然。救國之本在於教育，教育應不論貴賤士庶、普及到全體國民。普及教育就需要簡便易學的文字、文章。如今使用的漢字、漢文，難學難用，因而學習的人很少。有限的學生，又不得不把少年時代的寶貴光陰耗在認記漢字的音形上。少年時代應該是講求事理學問的好時光，如今卻為學習這種無用的古學而磨鈍了精神感性，這實在是件可惜的事。」
漢字影響普及程度的爭論，不但影響日本本土，往後亦成為中國漢字改革的重要論據。前島密說，這種想法是來自一位叫威廉的美國傳教士，威廉在咸豐年間曾到中國、日本，在中國時看見許多孩子高聲朗誦古賢的道理，孩子雖然看不明，卻仍死記這些艱深文字。中國本應地大物博，卻落得國勢萎靡、風俗野蠻、受西洋欺侮，他聲稱根源正在漢字。來到日本長崎後，威廉氏又指日本人棄用原有假名，轉用艱深漢字，“頓覺不可思議”。
前島密在該封上書，除了批評漢字「繁雜不便，宇內無二」，但他亦進一步批評日本的崇漢思想，指責日人歷來只學四書五經，把日本古籍視為末學，呼籲國民抵制「魔語賊言」，他提出廢除漢字救國，改用言文一致的假名。
不過，前島密呈上這封公文後，1867年，日本天皇重新接掌朝政，結束幕府時代。1869年5月，前島密轉而向明治政府的集議院呈上《關於語文教育之議》的建議書，再次提出廢除漢字；1872年，明治政府公佈立西式學校，一年後，前島密再提出要採用表音文字，制定新文法。
1873年，他眼見上議無效，決定直接上書天皇，他與山田敬三、平野榮等人起草《興國文(日文)廢漢字之議》，提出廢漢的步驟，包括以兩年時間，召集學者，編訂文法辭書；繼後設立師範學校，為教師提供一年培訓；之後派他們到各地推行普及教育。同一年2月15日，他成立啟蒙社，發行一份叫「每日片假名新聞」的報紙，強調以假名報道新聞，只有其數字仍以漢字編寫。該報於翌年5月停刊。
雖然前島密的思想並無落實，但他1866年主張的「言文一致」，成為日本文化界的主導思想。文字改革者縱然提出不同改革方法，但均認同言文一致。1886年，集高見出版《言文一致》一書，提倡我口寫我手，列舉大批文例，稱為「言文一致體」，進一步掀起「言文一致」運動；繼後還有林甕臣在1900年組成言文一致會。1910年，已有八成出版物用「言文一致體」。前北京大學校長蔡元培於1919年在《國文之將來》就說：「日本維新初年，出版的書多用漢字，到近年，幾乎沒有不是言文一致的。」

在假名運動中，前島密嘗試從憲制內推動改革，另一名中堅份子化學家清水卯三郎則利用翻譯及會社，推動改革。早於1860年，清水卯三郎已用假名翻譯《英吉利語言》一書，71年亦發表《日語可用論》，支持假名寫作，74年他進一步以假名翻譯《化學梯楷》（舍密入門），並籌組假名之會。他多次發表文章，認為平假名市井村婦皆能明白，因此應大力推行。
往後，日本社會出現三個稱為假名之友、伊呂波會和伊呂波文會的組織，不久三會合併，並聘請有栖川宮威仁親王當會長，該會認為不論和語、漢語、外來語，皆應以假名書寫。1883年7月18日，假名會舉行全體大會，有栖川宮親王指稱，用假名是要保衛國家顏面。假名會曾會員五千，出版《假名向導》雜誌，並編撰僅用假名之字典，但新組成的假名會並亦未能平息會內矛盾。
當時假名派分成雪、月、花三派。有支持者認為一些假名不反映實際發音，建議修改；另一些要求增加假名數目；亦有主張按兵不動。目前假名的使用雖然沒有重大轉變，但在漢字上加上假名注音、直寫假名等書寫方法，正是受此會影響。

### 羅馬字派
除了前島密提倡的假名派外，改革派中，羅馬字會是另一重要勢力。早於1581年，從西方抵達日本的傳教士引入活字印刷機，以羅馬字出版《聖經使徒行傳》（1591年）、《口譯平家物語》(1592年)、拉丁字典及日本辭書，但當時羅馬字主要在傳教士之間流傳使用。
1869年，29歲的南部義籌當時在昌平阪學問所修讀漢學時，但同時修讀過蘭學，認為羅馬字易學易用，並以文言文發表《修國語論》的論議：「學問之道，西洋諸邦為易，皇國支那為難，而皇國爲甚。夫西洋之爲學也，唯知二十六之字，解文典之義，則無不可讀之書，是其所以為易也；如支那不然，非讀數百之書，通於數千之字，則不可，是其所以為難也。」
在崇洋、崇漢心態中，他指「和學」已淪為「歌詞之具」，日本會被漢、英、佛（法國）、蘭（荷蘭）所磨滅；救國最簡捷之法，是「假洋字、而脩國語」（以羅馬字撰寫日語），並大量把西方典籍融入日本語，日後國人必先修國學，而後或漢、或洋，以國學為本；如此，就算用了洋字（羅馬字），亦不傷國體。
1874年，介紹西方科學的《明六雜志》創刊，第一期刊載思想家西周《以洋字寫國語論》一文，儘管西周本仍然使用漢字翻譯西方思想，但他呼籲使用羅馬字代替難懂的漢字，他指「逢今之時運，文獻既取自於歐洲」，而日本歷來「巧於模仿，而短於自出基軸。」唯有轉寫羅馬字，才可以令日語容易引入外國作品、言文同體、可以與數阿拉伯數字混用、國人學習亦較易。
往後十年，主張羅馬字的聲音在各新興刊物上出現，1885年1月，外山正一、矢田部良吉等70多人發起羅馬字會，並發行《羅馬字雜誌》，力主依據聲音進行書寫；該團體有兩名外國籍會員充當了推行羅馬字的中堅力量，並且各自擁有自己的羅馬字刊物。此時，日語改革運動開始步入建制，其影響也從文化界捲至政界。
期間，羅馬字派和假名派之矛盾已同時出現。南部義籌指，羅馬字是音素文字，比音節文字的假名更符合音韻學的原理，並指假名有50個，而羅馬字只有26個，更易記憶。當時的假名亦不能標出濁音、拗音、促音、鼻音等，而且羅馬字「萬國通用」，令日人更易學習外語，以符合「廣求知識於世界，博採萬國之長」的維新精神。　
羅馬字派之中，又對應採用哪一種羅馬字拼法存有分歧。1867年，詹姆斯·柯蒂斯·赫本於『日英語林集成』（『和英語林集成』）第1版中使用的羅馬字，被稱為平文式羅馬字，但平文式一直未有統一，如東京一詞，平文式羅馬字在往後就出現Tōkyō、Tokyo、Tôkyô、Tohkyoh、Toukyou、Tookyoo等不同寫法。
1885年，田中館愛橘按照音韻學理論設計「日本式罗马字」，較之平文式工整，並更能反映日本語的原音，其分別主要在拗音的表達之上，但這套方案未能方便英語使用者，翌年就被羅馬字會否決。田中館與羅馬字會走向分裂，另組羅馬字新誌社，發行《羅馬字新誌》。
主張羅馬字的意見在今天雖然並非主流，但受歐化風潮影響，當時羅馬字會的勢力較假名會更大，1887年會員人數達6800多人，其中300人是外國人。

### 新文字派
假名派與羅馬字派的主張各走兩極，造就新文字派之興起，其中井上哲次郎為其典型人物。1894年，他發表的《文字與教育之關係》開宗名義說，日人今天並不那麼尊重支那人，但日本人仍受「支那之文字」支配，是一件多麼令人討厭的事，他提出文字要先獨立，才可讓思想獨立；本來羅馬字十分可取，但這套字會傷及民族感情，因而主張另做新字。
新造文字的方案主要參照神代文字或羅馬字而成。1885年，平岩愃保年提出改良神代文字，製成新的日本字。另一派則由小島一騰所主張，他於1886年發表《日本新字》，依照羅馬字設計出24個新字，翌年再增至28個字。
這派議論顛峰時期，是在甲午戰爭後，日本戰勝大清帝國，並從清政府奪得台灣，部分日人不但認為要擁有一套，還開始把日本語視為殖民政策的同化策略。
1894年到1895年，留學德國的東京帝國大學日本語教授上田萬年亦對假名、漢字表示不滿意，他認為日本應按照音韻方向，發展自己新的文字。 1895年，他進一步發表著名的《國語和國家》演說，他說：「語言對於使用的人民而言，就如同血液之於其同胞，如肉體上所示的精神上的同胞。以日本的國語來比喻這個道理，日本語應該就是日本人精神的血液。日本的國體，主要是以此精神的血液來維持……言語不單只是國體的標識，同時也是一個教育者，是所謂情深無比的母親。」上田萬年強調國語的神聖性，認為其權威不可侵，並將「一國・一語・一民」定位成一個國家的體現。
往後，不同的新造字紛陣出現，從日本學生、學者、以至德國的學者，均有參與製造新文字，一些學者為了研究，更變賣田地，四處宣傳其文字好處，但最終沒有一套文字得到採納。

### 轉用洋文派
日本人從崇漢走向崇洋思想後，文字改革也走向另一極端：轉說英語。其中最著名是日本駐美外代大臣森有禮，1872年他發表公開信，希望以簡化英語，變成日本的語言，並批評日語是「無法通用於日本列島之外的貧乏言語」，應予廢除。這封信發給當時不少學者及教育家，其中美國語言學家惠特尼以較詳細的回覆建議，他應先考慮日本國情，並建議用歐洲文字（羅馬字）以音標書寫日文。

此一論說看似匪夷所思，但日本一直以漢書（外語）作為官方語言，這番經驗令森有禮認為，文字可以與語言抽離，而當時日本並未有真正的「日語」文體，「改用英語論」只是從漢語這種外語，轉用另一種外語。到了1870年代中期，這種論議已幾近絕跡，直至二次世界大戰後，日本小說家志賀直哉在1946年4月發表《語言問題》時論斷，明治時代因沒有採用英語，妨礙了國民吸納文化，他當時進一步建議，日本應採用「世上最漂亮的語言」——法語做為官方語言，多年來引起文化界責難。

### 減少漢字派
各派意見爭持不下，由福澤諭吉提出的減少漢字說，成為一種折衷方案。1873年，他編寫小學教科書《文字之教》，在序言中指明，雖然漢字難學，但日文已累積不少漢字，難以一下子廢取。他認為3000個漢字就可應付日常環境，提出先限制漢字運用，往後時機成熟，就可廢除漢字。當時他在自己的教科書中，僅用了802個漢字。
1886年，他的學生矢野文雄繼承有關學說，他承認假名雖然易學易懂，但日本八成知識分子都會認為漢字較易辨認，他因此建議只要限制日人採用3000個漢字，就可解決漢字問題。他出任《郵電報知新聞》的主筆後，1887年表明該報除了小說和公告外，只會採用3000個漢字，並在漢字旁標上假名注音。
往後，不同論者嘗試把漢字進一步減少，並要求政府每年頒布廢除的漢字，但日本文字改革的路線此後跳不出這一派框架，成為往後主導的論說。

### 漢字不可廢論
在一片廢漢聲音中，反對改革的論說亦不乏於耳。早於前島密提出改用假名後，明治初年的大臣大久保利通批評，這些議論漠視漢字有一大批貴族支持者，他們掌握漢字知識，朝廷上下以至士農工商都要聽命於他們，若廢除漢字，猶如打倒貴族。
1900年，井上圓了多次發表論說，整理成《漢字不可廢論》一書。他質疑假名派或羅馬字派忽視日本同音字多，唯有靠漢字才可消減當中的問題，就如「忠、孝」二字，「忠」（チュウ）音可解作醜、紂、誅；「孝」（コウ）音也可以是攻、降、考，西方自古採用表音文字，才得以免除此一問題。他又指日本根本就是漢字之國，不少洋學家只到東京學了三年外語，就可招搖過市，但漢學正因為普遍，漢學家才要飽讀詩書。
他一反其道，認為當時正是漢學帶領日本走向維新。支持大政奉還的藤田東湖、佐久間象山、吉田松陰，全都是漢學出身；即使是伊藤博文，也是以漢學為根，辦理洋務。在各眾反論中，他把天皇權威、忠君體國與漢字連成一線，並指否定漢學，等同動搖天皇權威。
這種論說觸動了日本社會的神經，當時日本天皇的詔敕仍是以漢字書寫，文化界雖有部分人士力陳平、片假名或羅馬字的好處，但對於詔敕上的漢字一直避免。直至多年後，詔敕與漢字更牽起政治風波，其中最知名為1936年5月9日的平生釟三郎事件。平生釟是二戰時日本文部大臣，他在帝國議會貴族院上表示廢除漢字，但這一論說引起貴族不滿。
當時日本步入二戰，平生釟的廢漢論被指有違大東亞共榮圈的任務，而且是否定日本精神。最後，平生宣布收回部分言論，但不久眾議院委員深澤豐太郎亦責難平生釟，他被迫當眾宣布：「至今為止（廢漢字）的主張尚有許多不成熟之處，還要繼續研究。」同一年，多份雜誌出現批判廢除漢字論的文章。這件事距離前島密上書《漢字御廢止之議》，已經70年，但日本人對應否廢漢字，仍未達到共識。

## 戰後
日本政府于1946年进行了一次文字改革，规定了1850个《当用汉字表》。当用即“当前使用”或“应当使用”之意。这1850个之外的汉字不再使用，改以假名表记，或是用同音、同義字代替，並頒行簡化的新字體。於是產生以下情況：
日本的漢字簡化改革，最初導火線是駐日盟軍總司令部（GHQ）教育使節團「建議」以日語羅馬字全面取代漢字跟假名，與脫漢運動無關；以往日本最多以「常用漢字」規範漢字使用字數，而非簡化漢字。

### 教育漢字
出現在「小学校学習指導要領」的附錄，俗稱「教育漢字」。經過1968年、1977年、1989年的追加與改訂，現在共計1006字，從小一到小六，各個學年的分配為80字、160字、200字、200字、185字、181字。

### 常用漢字
2,136個，見常用漢字表與JIS之對應 （页面存档备份，存于）。
由於普遍認為「當用漢字」對於社會影響實在太大，於是1981年10月1日日本政府又頒訂1945个《常用漢字表》，新增少量漢字。並以「目安」为準（即一般社会生活中使用汉字的大致上的标准，不再有強制力）。同时，當用漢字表宣布废止。
现行的《常用汉字表》于2010年（平成22年）11月30日以平成22年内阁告示第2号发布，共2136字、4388音训。1981年（昭和56年）内阁告示第1号的旧《常用汉字表》（共1945字、4087音训）宣布废除。